# Jiří Potáček
Jiří Potáček (* 13. března 1940 Brno) je představitel brněnského knihovnictví. Působil jako pedagog. Zabýval se výpočetní technikou a sociální informatikou. Byl jedním ze zakladatelů Asociace knihoven vysokých škol. Pracoval jako vedoucí Ústavu vědecko-pedagogických informací a služeb Mendelovy univerzity v Brně.

## Život
Po maturitě v roce 1957 pracoval v závodu MEZ v Brně a dálkově studoval obor Organizace a řízení na Fakultě strojní Vysokého učení technického v Brně, studium ukončil v roce 1971. Na počátku svého praktického života se věnoval zavádění výpočetní techniky do praxe, zřizování výpočetních středisek, pomáhal budovat automatizované informační a řídící systémy. Působil jako vedoucí provozu výpočetního střediska v PVT Brno, později pracoval ve výpočetním středisku v ČKD Blansko. Při zaměstnání ve výpočetním středisku v Nábytkářském průmyslu v Brně ukončil v roce 1988 vědeckou aspiranturu na Vysoké škole ekonomické v Praze na téma Umělá inteligence jako metoda automatizovaného řízení. Od roku 1990 působil na Mendelově univerzitě v Brně, v roce 2017 odešel do důchodu.

## Dílo
Učil na Vysoké škole zemědělské, nyní Mendelově univerzitě v Brně, na dřívějším Ústavu inženýrské pedagogiky, nyní na Institutu celoživotního vzdělávání, vedl lekce pro doktorandy v předmětech, které se týkaly knihovnické a informační technologie. Učil na Vyšší odborné škole a Střední odborné škole informačních a knihovnických služeb. Od roku 1990 byl vedoucím Ústavu vědecko-pedagogických informací a služeb Mendelovy zemědělské a lesnické univerzity, jehož součástí byla ústřední knihovna, ediční středisko, audiovizuální centrum a informační centrum.
Vystupoval na konferencích Inforum (2003, 2004, 2006), psal pro časopisy Ikaros, Duhu. Je autorem skripta Informační technologie pro řízené samostudium (Brno 2002). Podílel se na založení Asociace knihoven vysokých škol. Byl předsedou Sdružení uživatelů PC.

## Ocenění
- Medaile Z. V. Tobolky (2010)[12]